# Чиппа Юнайтед
«Чи́ппа Юна́йтед» (англ. Chippa United Football Club) — южноафриканский футбольный клуб, основанный в 2010 году. Базируется в городе Порт-Элизабет, Восточно-Капской провинции. Выступает в Премьер-лиге ЮАР. Домашние матчи проводит на стадионе Нельсон Мандела Бэй.

## История
Клуб был основан в январе 2010 года инвестором Сививе Мпенгеси по прозвищу «Чиппа». Он приобрёл у лиги «Водаком», третьем дивизионе ЮАР, права на франшизу, выкупив клуб «Мбеквени Космос» (англ. Mbekweni Cosmos), на его основе создал новую команду под названием «Чиппа Юнайтед».
Первый сезон для «Чиппы Юнайтед» оказался очень успешным. Команда победила в регулярном чемпионате Восточно-Капской провинции лиги «Водаком», опередив «Милано Юнайтед» на 3 очка. Этот результат дал право клубу сыграть в групповом этапе, где помимо «Чиппы Юнайтед» путёвку в финал плей-офф разыгрывали ещё 4 коллектива, — также победители первенств своих провинций. «Чиппа Юнайтед» и на этой стадии занял первое место, опередив ближайшую команду «Баффало» по итогам четырёх игр на 2 очка. 12 июня «Чиппа Юнайтед» в финале за выход в Первый дивизион обыграла победителя параллельной группы «Сивутсу Старз» с минимальным счётом. Таким образом, первый свой сезон команда ознаменовала безоговорочной победой в третьем футбольном эшелоне республики.
Первые игры в новом сезоне в новой лиге клуб начал неуверенно, не одержав ни одной победы в первых пяти встречах. Это сказалось на конечном результате «Чиппы Юнайтед», когда команда всего на 4 очка уступила первое место команде «Такс». Тем не менее, это не остановило молодую команду: она одержала две победы на групповой стадии над «Сантосом», финишировавшим по итогам того же сезона предпоследним в Премьер-лиге, и над «Ройал Зулу» (третьей командой Первого дивизиона), и по разу сыграла с ними же вничью. Так, со второй попытки, в своём втором сезоне «Чиппа Юнайтед» выходит в Премьер-лигу.
Сезон 2012—2013 годов «Чилли Бойз» провели в высшем эшелоне, что называется, борясь за выживание. Компанию ей в этом составили, в основном, «Аякс Кейптаун» и «Блэк Леопардс», причём последний занял в лиге последнее место и вылетел. «Чиппе Юнайтед» же не хватило всего трёх очков, чтобы в стыки за сохранения прописки в высшей лиге вместо неё отправился «Аякс». За это сезон у «Чиипа Юнайтед» сменилось 5 главных тренеров. Но ни один из них не помог команде избежать вылета. В стыковых играх дебютанта лиги ждали «Мпумаланга» из Мбомбелы и кейптаунский «Сантос». В четырёхматчевом противостоянии победителем была выявлена «Мпумаланга», она и пополнила ряды шестнадцати сильнейших команд Южно-африканской республики, а «Чиппа Юнайтед» была понижена в Первый дивизион.
Команда из Кейптауна по прозвищу «Чилли Бойз» после неудачного сезона в высшем дивизионе ЮАР сумели вернуться в элиту спустя сезон. Клуб с большим отрывом от ближайших преследователей выиграл Национальный Первый дивизион сезона 2013/2014 и обеспечила себе право на повышение в Премье-лигу, на этот раз без помощи стыковых игр.

## Стадион

### Нельсон Мандела Бэй Стэдиум
Начиная с 2014 года клуб базируется в городе Порт-Элизабет. Переезд в этот город ознаменован тем, что начиная с сезона 2014/2015 клуб «Чиппа Юнайтед» будет проводить свои домашние встречи на стадионе Чемпионата мира, — «Нельсон Мандела Бэй», вместимость которого составляет 48 459 мест.

### Филиппи Стэдиум
Стадион «Филиппи», расположенный в одноимённом городке с населением около 200 тысяч человек являлся домашней ареной клуба де-факто в период с 2010 по 2012 годов, и в сезоне 2013/2014, — когда «Чиппа Юнайтед» играла в Первом дивизионе.

### Атлон Стэдиум
В своём дебютном сезоне в элитном дивизионе ЮАР домашним стадионом «Чиппы Юнайтед» вынужден был стать «Атлон Стэдиум». Арена «Филиппи» не подходила под стандарты Премьер-лиги, и вместительный «Атлон» в пригороде, расположенном на большой равнине Кейп-Флэтс сочли хорошей альтернативой для команды. Однако, после вылета клуба в Первый дивизион по результатам того же сезона, «Чилли Бойз» вернулась на свою прежнюю арену.

## Трофеи
- Первый дивизион
  - Чемпион (1): 2013/2014
  - Второе место (1): 2011/2012
- Лига Водаком
  - Чемпион (1): 2010/2011

## Рекорды

#### Премьер-лига
- 6 место: 2015/2016

#### Первый дивизион
- 1 место: 2013/2014

#### Второй дивизион
- 1 место: 2010/2011

## Спонсоры
| Сезон   | Поставщик формы | Титульный спонсор          |
| ------- | --------------- | -------------------------- |
| 2010-11 | Rada Sport      | Без спонсора               |
| 2011-12 | Adidas          | Без спонсора               |
| 2012-13 | Kappa           | Vodacom                    |
| 2013-14 | Umbro           | Chippa Investment Holdings |
| 2014    | Nike            | Chippa Investment Holdings |
| 2015    | Umbro           | Chippa Investment Holdings |
| 2016-   | Puma            | Chippa Investment Holdings |

## Тренеры
- Манкоба Мнгкитхи (9 сентября 2012—20 августа 2012)
- Юлиус Дюбе (23 августа 2012-12 сентября 2012)
- Роджер Сикхакхане (13 сентября 2012—28 октября 2012)
- Фарук Абрахамс (28 октября 2012—29 января 2013)
- Уилфред Мюгейи (29 января 2013—11 апреля 2013)
- Марк Харрисон (12 июня 2013—7 октября 2013)
- Иэн Палмер (8 октября 2013—27 января 2014)
- Владислав Херич (29 января 2014—30 июня 2014)
- Коста Папич (1 июля 2014—3 сентября 2014)
- Роджер Сикхакхане (4 сентября 2014—5 января 2015)
- Эрнст Миддендорп (5 января 2015—30 марта 2015)
- Роджер Сикхакхане (2 июля 2015—7 декабря 2015)
- Дан Малесела (8 декабря 2015—н. в.)